# Turuberan
Con il termine Turuberan si indicava una regione che una volta faceva parte del Regno di Armenia sotto Tigrane il Grande. Secondo il geografo armeno del VII secolo Anania di Shirak, era l'ottava provincia del Regno di Armenia. Essa coincide pressappoco con l'attuale regione turca estendendosi a nord-ovest del lago di Van e comprende le città odierne di Bitlis (Baghesh), Malazgirt (Manazkert) e Muş (Mouch).

## Distretti

Le quindici province storiche dell'Armenia.

La provincia è costituita dai distretti o cantoni (gavar) seguenti:
- Taron;
- Palunik;
- Arshamunik;
- Varazhnunik;
- Khorkhorunik;
- Apahunik;
- Aghiovit;
- Bznunik;
- Hark;
- Erevark;
- Mardaghi;
- Dasnavork;
- Tvaratsatap;
- Kori;
- Khoyt;
- Dalar;
- Aspakuniats Dzor.